# Oppelner Fehde
Die Oppelner Fehde wurde zwischen den Oppelner Herzögen Johann I., Bolko IV., Heinrich († 1394) und Bernhard einerseits sowie dem Rat der Stadt Breslau andererseits, ausgetragen. Ihre Ursache war ein Schuldschein, den der böhmische König Wenzel IV. zugunsten der Oppelner Brüder ausgestellt aber nicht eingelöst hatte.

## Vorgeschichte
Nach dem Tod des Schweidnitzer Herzogs Bolko II. 1368 haben dessen Neffen, die Oppelner Herzöge Wladislaus II. und Bolko III., von Kaiser Karl IV. 10.000 Mark zugesagt bekommen. Mit dem Betrag sollten die erbrechtlichen Ansprüche ihrer verstorbenen Mutter Elisabeth von Schweidnitz, die eine Schwester des Herzogs Bolko II. war, beglichen werden. Die Auszahlung des Betrages sollte allerdings erst nach dem Tod der Herzoginwitwe Agnes erfolgen.

## Oppelner Fehde
Nach dem Tod Bolkos III. von Oppeln 1382 ging dessen Anspruch auf das Schweidnitzer Erbe seiner Mutter Elisabeth von Schweidnitz auf seine Söhne Johann I., der mehrere Bischofsämter bekleidete, Bolko IV., Heinrich und Bernhard über. Sie wurden wegen der Erbforderung ob des langen Lebens ihrer Großtante, der Herzoginwitwe Agnes, zunehmend ungeduldig. 1389 erwirkten sie schließlich von König Wenzel IV., der als Sohn der böhmischen Königin Anna von Schweidnitz der rechtmäßige Erbe des Herzogtums Schweidnitz war, einen Schuldschein über einen Betrag von 8.000 Mark, der ab sofort in acht Jahresraten zu entrichten war. Als Bürgen für den Schuldschein benannte König Wenzel neben einigen böhmischen Adligen die Städte Prag und Glatz sowie mehrere schlesische Städte, von denen nur die Stadt Breslau den Schuldschein mit ihrem Siegel versah. Sie gehörte in der zweiten Hälfte des 14. Jahrhunderts zu den bedeutendsten Handelsstädten Europas, war Mitglied der Hanse und verfügte über etwa 30 Zünfte.
Da der König gleich mit der ersten Rate in Verzug geriet, überfielen die Oppelner Brüder erstmals 1390 Breslauer Kaufmannszüge, die durch das Herzogtum Oppeln nach und über Krakau bzw. über den Jablunkapass nach Südosteuropa zogen. Nachdem auch die weiteren Raten nicht gezahlt oder unterschlagen wurden, bestand der Rat der Stadt Breslau auf einer Festsetzung seines Anteils, der mit 1428 Mark berechnet und auch bezahlt wurde. Trotzdem wurden die Breslauer Warenzüge weiterhin abgefangen und geplündert. Bereits 1404 versuchte der polnische König Władysław II. auf Bitten König Wenzels eine Schlichtung. Dabei wurde festgelegt, dass der Zinsverlust der Oppelner dem Sachschaden der Breslauer, der mit 13.000 Mark angegeben wurde, gleichzusetzen ist. Obwohl die Breslauer diesem ungeheuerlichen Schiedsspruch zustimmten, begannen 1409 die Überfällen von neuem. Sie führten dazu, dass die durch das Herzogtum Oppeln führenden Handelsstraßen verlegt wurden, wodurch der Verkehr durch Oberschlesien praktisch zum Erliegen kam.
Auf Anordnung König Wenzels nahmen die Breslauer 1410 den ältesten der Oppelner Brüder, Bischof Johann, gefangen. Da die schlesischen Fürsten gegen die Gefangennahme protestierten, verhängte Bischof Wenzel von Liegnitz über die Stadt Breslau ein Interdikt und zwang sie zur bedingungslosen Freilassung des Herzogs. Nach der Freilassung setzten die Oppelner Herzöge ihre Überfälle fort. Erst nach dem Tod König Wenzels 1419 erlosch die Oppelner Fehde in den Wirren der Hussitenkriege.